# Allogny
Allogny is een gemeente in het Franse departement Cher (regio Centre-Val de Loire). De plaats maakt deel uit van het arrondissement Bourges. Allogny telde op 1 januari 2022 1.130 inwoners.

## Geografie
De oppervlakte van Allogny bedroeg op 1 januari 2022 49,53 vierkante kilometer; de bevolkingsdichtheid was toen 22,8 inwoners per km².
De onderstaande kaart toont de ligging van Allogny met de belangrijkste infrastructuur en aangrenzende gemeenten.

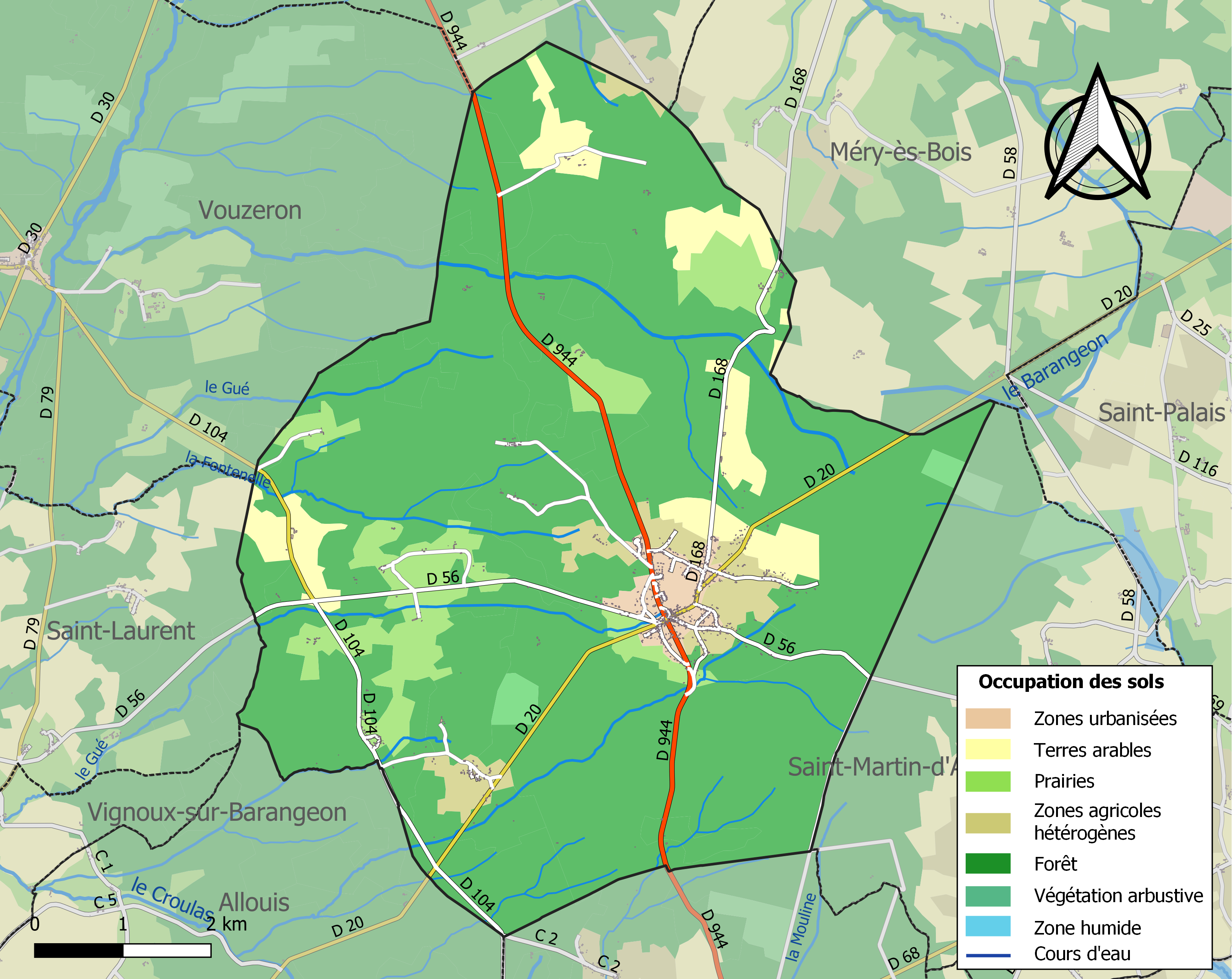

## Demografie
Onderstaande figuur toont het verloop van het inwonertal (bron: INSEE-tellingen).